# Draní peří

Draní peří na české vesnici (1970)

Draní peří (též dračky či škubačky) byla praktická činnost vykonávaná na venkově, kdy skupina žen, povětšinou sousedek, za dlouhých zimních večerů ručně oškubávala praporky peří z ostnů, neboli brků a pírek z čistého husího nebo kachního peří. Peří jako takové nebylo možno vkládat do peřin či do polštářů, aniž by bylo mechanicky odděleno od tvrdých částí per, jinak by peří procházelo sypkem. Prázdným brkům zbavených praporků peří se říkalo pápěrky. Z těch se v dřívějších dobách dělaly podhlavníky, tzv. pápěrníky, jinak se pápěrky většinou již dále nezužitkovávaly. Z větších per, pokud se z nich neodrala špička, bylo možné svázáním vyrobit mašlovačku na potírání pečiva při pečení.
Aby peří bylo opravdu čisté, muselo se dbát již při chovu na to, aby husy či kachny měly častý přístup k vodě, ať už k blízkému rybníku, či potoku a to zejména před škubáním. Škubání hus či kachen se provádělo 2–4krát do roka, vždy, když peří dorostlo. Bylo ale vždy potřeba počkat do doby, než šlo peří volně škubat a konce brků nejevily stopy krve. Husám ani kachnám se nikdy nesmělo oškubat všechno peří z křídel. Husí peří bylo vždy kvalitnější a žádanější než kachní a z husího peří bylo nejkvalitnější peří z nejkratších pírek na prsou a chmýří pod vnějším krycím peřím. Takovému peří se říkalo peří prachové.

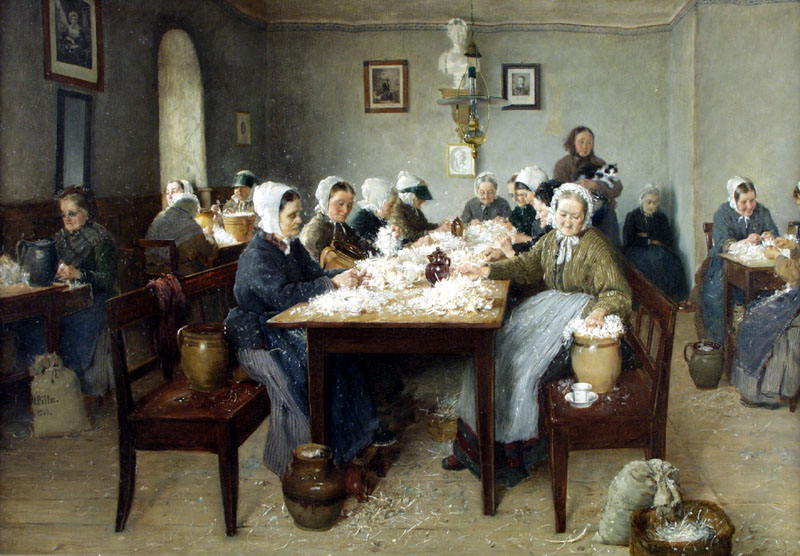
Otto Piltz, olej na plátně, 1877

Draní peří představovalo vždy poměrně zdlouhavou práci, neboť každé jednotlivé pírko muselo projít rukama žen, přičemž bylo nutné dávat neustále pozor, aby nevznikl žádný rychlý pohyb, kýchnutí nebo průvan, kterým by nadrané peří bylo odfouknuto ze stolu pryč. Peří na venkově se dralo většinou pro nastávající nevěstu, neb peřiny a polštáře tvořily základní součást výbavy každé nevěsty do manželství. 
Poslední den draní peří, na který se všechny dračky peří vždy těšily, byl spojen s pohoštěním za vykonanou práci a říkalo se mu doderky. Té dračce peří, které zbylo v ruce poslední pírko, se říkalo pápěrnice a toto označení jí zůstalo až do příštího draní peří.
Draní peří bylo přirozenou formou dřívějšího společenského života na venkově, který ženám umožňoval, aby si při své práci zpívaly, vyprávěly různé historky, báchorky, pohádky či místní pověsti a práce jim přitom zároveň lépe ubíhala. Vzhledem k tomu, že při této činnosti nikdy nechyběly ani děti, mnohé ze zajímavých příběhů a vzpomínek se tak předávaly z generace na generaci a jsou známy dodnes.